# Ili (trastorn)
Un ili (o íleus) és una alteració de la capacitat propulsiva normal del tracte gastrointestinal. Encara que l'ili originalment es referia a la manca de propulsió digestiva, inclosa l'obstrucció intestinal, l'ús mèdic actualitzat restringeix el seu significat a aquelles interrupcions causades pel fracàs de la peristalsis, més que no pas per l'obstrucció mecànica. Encara que alguns termes més antics com ili biliar o i ili meconial persisteixen en l'ús, ara no s'haurien d'utilitzar (cosa que no vol dir que siguin incorrectes o obsoletes, sinó que se sap que no reflecteixen el que realment són). La paraula ili és del grec εἰλεός eileós, "obstrucció intestinal".